# Área metropolitana de Florence
El área metropolitana de Florence es un área estadística metropolitana (MSA) centrada en la ciudad Florence, estado de Carolina del Sur, en Estados Unidos. Denominada como tal por la Oficina de Administración y Presupuesto, su población según el censo de 2010 es de 205.566 de habitantes.

## Composición
Los 2 condados del área metropolitana, junto con su población según los resultados del censo 2010:
- Darlington– 68.681 habitantes
- Florence– 136.885 habitantes

## Comunidades del área metropolitana
- Coward
- Darlington
- Florence (ciudad principal)
- Hartsville
- Johnsonville
- Lake City
- Lamar
- North Hartsville (lugar designado por el censo)
- Olanta
- Pamplico
- Quinby
- Scranton
- Society Hill
- Timmonsville